# Gilles Paquette
Pour les articles homonymes, voir Paquette.
Gilles Paquette est un homme politique québécois. Candidat à la direction du Parti québécois en 2005, il ne réussit pas à recueillir les 1 000 signatures requises. Il représentait l'aile plus traditionnelle des péquistes qui s'est sentie exclue face à la montée du SPQ libre. 
En 2007, il a fondé le Parti République du Québec, qui défend l'idée d'une élection référendaire, l'annexion du Labrador, l'assimilation des immigrés et des politiques de natalité.